# Rumilly, Pas-de-Calais
Rumilly là một xã trong tỉnh Pas-de-Calais, vùng Hauts-de-France, Pháp.

## Địa lý
Rumilly có cự ly 12 miles (19 km) về phía đông bắc Montreuil-sur-Mer trên đường D148, trong thung lũng sông Aa.

## Dân số
| 1962                                                              | 1968 | 1975 | 1982 | 1990 | 1999 | 2006 |
| ----------------------------------------------------------------- | ---- | ---- | ---- | ---- | ---- | ---- |
| 308                                                               | 321  | 292  | 287  | 260  | 255  | 262  |
| Số liệu điều tra dân số tính từ năm 1962, dân số chỉ tính một lần |      |      |      |      |      |      |

## Địa điểm nổi bật
- Nhà thờ Notre-Dame-de-l'Assomption, thế kỷ 18